# Tewodros II
Tewodros II (döpt Sahle Dingil), född 1818 i Qwara, Dembiya Etiopien, död 13 april 1868, var kejsare av Etiopien från 1855 fram till sin död 1868.

## Biografi
Tewodros föddes Kassa Haile Giorgis, men kallades oftast Kassa Hailu. Hans regering får ofta ange början av det moderna Etiopien och avslutar det decentraliserad Zemene Mesafint (Princes-eran).
Ursprungligen var Tewodros II:s tid präglad av Princes, men han gynnade i första hand inte var de regionala noblessen. Han försökte återupprätta en sammanhängande etiopisk stat och att reformera dess administration och kyrka. Han gjorde inte från början anspråk Solomonisk härstamning men försökte återställa Solomonic-hegemonin, och han ansåg sig den Guds utvalde. Senare under hans regeringstid, misstänkte han att utlänningar ansåg honom som en uppkomling och försökte legitimera sin regim, genom att lägga till "Davids son och Solomon" till sin titel.
Första uppgiften för Tewodros II var att få Shewa under sin kontroll. Under Princeseran, var Shewa, ännu mer än de flesta provinser, en självständig enhet och dess härskare även kallade sig själv Negus. För att underkuva Shewans, fängslade Tewodros Shewans prins, Menelik II, som senare skulle bli kejsare själv. Trots hans framgång mot Shewa, ställdes Tewodros inför ständiga uppror i andra provinser.
Under de första sex åren av sin regeringstid, lyckades den nya härskaren kämpa ner dessa uppror, och riket var relativt fredligt från cirka 1861 till 1863, men den energi, uppoffring, och det arbete som krävdes mot den regionala oppositionen begränsade omfattningen av Tewodros’ andra aktiviteter. År 1865 hade andra rebeller tillkommit, inklusive Menelik II, som hade rymt från fängelset och återvänt till Shewa, där han förklarade sig Negus.
Förutom sina konflikter med rebeller och rivaler, stötte Tewodros på problem med de europeiska makterna. Han sökte stöd från den brittiska regeringen och föreslog en gemensam expedition för att erövra Jerusalem, men blev missnöjd med hur de britter, som han hade räknat med att få stöd av, mottog förslaget. Han tog dem därför som gisslan och fängslade dem. År 1868 skickades då en brittisk expeditionsstyrka från Indien för att säkra frigivning av gisslan. Styrkan stormade hans fäste och Tewodros begick självmord.
Tewodros II lyckades aldrig fullgöra sin dröm om att återställa en stark monarki, även om han tog några viktiga inledande steg. Han försökte etablera principen att guvernörer och domare skulle vara utnämnda tjänstemän. Han etablerade också en professionell stående armé, snarare än att vara beroende av att lokala herrar skulle förse honom med soldater för hans expeditioner.
Tewodros II avsåg också att reformera kyrkan i tron att präster att vara okunniga och omoraliska, men han konfronterades av starkt motstånd när han försökte att införa en skatt på kyrkans egendom för att hjälpa till att finansiera statlig verksamhet. Hans konfiskering av dessa egendomar gav honom fiender i kyrkan och litet stöd på annat håll. I huvudsak var Tewodros främst en begåvad militär förkämpe.
I sina ansträngningar att hålla kompetenta européer i Abessinien, arrangerade Tewodros ett äktenskap mellan en av sina döttrar och en schweizisk militär ingenjör. Den grenen av Tewodros familj hamnade i Ryssland.